# NGC 5501
NGC 5501 (другие обозначения — MCG 0-36-27, ZWG 18.78, PGC 50724) — галактика в созвездии Дева.
Объект причисляют к галактикам низкой поверхностной яркости, которые обычно являются карликовыми.
Этот объект входит в число перечисленных в оригинальной редакции «Нового общего каталога».